# Piotruś Pan i Alicja w Krainie Czarów
Piotruś Pan i Alicja w Krainie Czarów (ang. Come Away) – brytyjsko-amerykański dramat fantasy z 2020 roku w reżyserii Brendy Chapman, oparty luźno na Piotrusiu Panie J.M. Barriego i Alicji w Krainie Czarów Lewis Carrolla.

## Fabuła
Matka czyta trójce swoich dzieci „Skradzione dziecko” Williama Butlera Yeatsa, a następnie opowiada historię trójki rodzeństwa – najstarszego Davida, średniej Alicji i najmłodszego Piotrusia, którzy mieszkają z rodzicami: Jackiem i Rose Littletonami w domu pod lasem na obrzeżach Londynu. Alicja zachowuje się dojrzale jak na swój wiek, w przeciwieństwie do Piotrusia, który udaje różnego rodzaju plemiona i bogów, uważając lokalne lasy za swoją domenę i ma opory przed życiem dorosłych. Dzieci podczas jednej z zabaw znajdują orle pióro oraz wrak porzuconej łodzi. Siostra Rose – Eleanor, prosi o opłacenie edukacji Davida ze względu na jego inteligencję.
Pewnego dnia podczas burzy dochodzi do tragedii, gdy w trakcie zabawy David, udając walkę z piratami, wpada do rzeki i ginie. Rodzina radzi sobie na różne sposoby. Jack zaniedbuje swą pracę modelarza i wraca do nawyków hazardowych, a Rose zamierza zrobić filcowy kapelusz, który miał być prezentem urodzinowym Davida i zatraca się pijąc podejrzane trunki. Eleonor tymczasem skupia swoją uwagę na Alice, mając nadzieję, że jej siostrzenica stanie się odpowiednią damą, aby była bardziej akceptowana w obecnym społeczeństwie klasowym ze względu na pochodzenie jej ojca. Prowadzi to do konfliktu Alicji z matką. Kulminacją tego jest porzucenie przez Alicję mosiężnego dzwoneczka wręczonego przez matkę jako dziecięcy podarunek, rzekomo o magicznych właściwościach.
Tymczasem Jack jest prześladowany przez swych wierzycieli. Aby pomóc ojcu w spłacie długów, Piotruś i Alicja udają się do Londynu, aby sprzedać rodzinny srebrny zegarek kieszonkowy, tam stają w obronie grupy ulicznych urwisów, przed zastraszającym ich kieszonkowcem, którego tamci okradli. Rodzeństwo spotyka też ekscentrycznego kapelusznika, który prowadzi ich do pożyczkodawcy i gangstera niższego szczebla, CJ-a. Piotruś później wpada na tych samych urwisów, i dowiaduje się, że są oni znani jako Zaginieni Chłopcy oraz, iż byli w miejscu znanym tylko dzieciom pod nazwą Nibylandia i oferują mu, że go tam zabiorą. Okazuje się, że CJ oszukał dzieci i dał im fałszywe pieniądze. Co gorsza, ważne zamówienie Jacka na model, mające zapewnić duże pieniądze, okazuje się nieaktualne.
W desperacji Jack odwiedza CJ-a, który jest jego bratem, i chce aby tamten odwołał swoich windykatorów. CJ jest zazdrosny o Jacka o to, że kapelusznik - ich ojciec - w jego oczach bardziej go faworyzował. Rozkazuje okaleczyć Jacka, co prowadzi do utraty dłoni. Piotruś odnajduje Zaginionych Chłopców i prosi ich aby pomogli mu okraść CJ-a ze złotych monet, których pilnuje jako powiernik różnych organizacji przestępczych londyńskiego podziemia. Kiedy CJ przyłapuje swojego siostrzeńca na tym akcie, Piotruś przed ucieczką odcina mu dłoń w pojedynku na miecze. Alicja przed wyjazdem do Eleanor wypija trunek Rose, który ją zmniejsza i wchodzi przypadkowo do króliczej nory, gdzie spotyka Piotrusia i Zaginionych Chłopców zmuszonych uciekać przed CJ-em i jego ludźmi.
Piotruś mając na sobie ubranie Davida i jego kapelusz z orlim piórem żegna się z Alicją i odpływa wraz z Zaginionymi Chłopcami na naprawionej łodzi, która wznosi się w powietrze do Nibylandii. Alicja ofiaruje mosiężny dzwoneczek, który jest przebraniem wróżki, by ich chroniła. Piotruś na krótko wraca do domu, podczas gdy jego rodzina śpi, aby zdeponować część skradzionych monet. Przez lata robi to nieregularnie, aby wesprzeć swoich bliskich. Matka kończy opowiadać swoją historię, ujawniając, że to ona była Alicją. Wracając z wieczornego wyjścia ze swoim mężem, panem Darlingiem, nagle słyszy znajome pianie, które zwykli robić jej bracia. Udaje się na górę i spostrzega szeroko otwarte okno sypialni dzieci oraz znajduje orle pióro na podłodze. Gdy patrzy przez okno na niebo, ma nadzieję, że to Piotruś przybył, aby zabrać swych siostrzeńców do Nibylandii i przypuszcza, iż będzie się nimi opiekował, gdy tam będą.

## Obsada
| Rola | Aktor                | Polski dubbing               |
| --- | -------------------- | ---------------------------- |
| Alicja Littleton | Keira Chansa         | Katarzyna Wincza             |
| dorosła Alicja Littleton | Gugu Mbatha-Raw      | Dominika Łakomska            |
| Piotruś Littleton | Jordan Anthony Nash  | Paweł Szymański              |
| Rose Littleton / Królowa Kier | Angelina Jolie       | Lidia Sadowa                 |
| Jack Littleton | David Oyelowo        | Tomasz Borkowski             |
| Eleanor Morrow / Czerwona Królowa | Anna Chancellor      | Agnieszka Castellanos-Pawlak |
| Charlie | Michael Caine        | Tomasz Grochoczyński         |
| James „CJ” Littleton | David Gyasi          | Jan Aleksandrowicz-Krasko    |
| kapelusznik | Clarke Peters        | Miłogost Reczek              |
| David Littleton | Reece Yates          | Patryk Siemek                |
| Hannah O’Farral | Jenny Galloway       | brak danych                  |
| Smee | Ned Dennehy          | brak danych                  |
| Bliźniacy | Harry Newman         | brak danych                  |
| Bliźniacy | Olivier Newman       | brak danych                  |
| Nibs | Nana Agyeman-Bediako | Karol Kwiatkowski            |
| Tootles | Rishi Kuppa          | brak danych                  |
| Curly | Jack Veal            | brak danych                  |
| Slighty | Alfie Hoang          | brak danych                  |
| pan Darling | Daniel Swain         | Adam Bauman                  |
| Wendy Darling | Ava Fillery          | brak danych                  |
| John Darling | Jonathan Garcia      | brak danych                  |
| Michael Darling | Carter Thomas        | brak danych                  |
| Reżyseria: Maciej Kosmala Dialogi: Grzegorz Drojewski Montaż i dźwięk: Dawid Pietruszka Kierownictwo produkcji: Agata Bornus Opracowanie wersji polskiej: Studio PRL na zlecenie Kino Świat |                      |                              |